# Arroyo Sopas
El arroyo Sopas es un curso de agua uruguayo que atraviesa el departamento de  Salto perteneciente a la cuenca hidrográfica del Río de la Plata.
Nace en la Cuchilla de Haedo y desemboca en el río Arapey Grande tras confluir con el arroyo Arerunguá.
La extensión es de 18 Km. 